# Líbáš jako Bůh
Líbáš jako Bůh je česká filmová komedie režisérky Marie Poledňákové z roku 2009, vyprávějící s humorem a nadhledem o problémech s láskou ve všech generacích jedné rodiny. V roce 2009 byla v České republice nejnavštěvovanějším filmem.

## Děj
Hrdinkou filmu je atraktivní žena středního věku Helena Altmanová, profesorka francouzštiny na gymnáziu. Bydlí v domě s bývalým manželem Karlem, který je úspěšný spisovatel. Karel stále odkládá majetkové vyrovnání s Helenou, jako by si myslel, že se k sobě třeba ještě vrátí.
Jednoho dne, když Helenina snacha rodí na ulici, seznámí se Helena s doktorem záchranné služby Františkem a zamilují se do sebe. Helena s Karlem mají syna Adama (který podvádí manželku Belu) a vnuky Sebastiána a Maxíka. Helena má sestru Kristýnu, která ovdověla. Helenina matka jí a Kristýně oznámí, že se ve svém věku zamilovala do Arnošta, se kterým údajně chodí na kurz angličtiny. Helena se trápí, protože František má manželku Bohunku a ta se ho nehodlá vzdát. Kvůli ní zrušil František i výlet do Paříže, kam měl s Helenou letět. Helena způsobí trapas, když omylem odešle kolegům milostnou SMS určenou Františkovi.
Bela přišla na to, že manžel Adam má v Plzni milenku Emu. Adam se ospravedlňuje tím, že se na mateřské dovolené se dvěma dětmi nudí, zatímco Bela pokračuje v profesionální herecké kariéře.
Helena Františkovi odpustí, stráví spolu romantický večer v hotelu.
Bohunka předstírá, že odletěla za dcerami do Anglie, přičemž si tato energická podnikatelka zjistí podrobnosti o manželově přítelkyni. Vetře se do Heleniny blízkosti, předstírá, že je její dávná spolužačka. Na Velikonoce zinscenuje návštěvu “bývalé spolužačky” na Karlově chatě na Smržovce, kam přijede i s Františkem (i zde ho oslovuje Bambulko) a kde schválně otravuje celou rodinu. Milenci předstírají, že spolu nic nemají.
Helena se v duchu rozhodne vztah s Františkem ukončit. František Bohunce přizná vztah s Helenou. Dva měsíce se Heleně vyhýbá, nepíše a nevolá. Jednoho rána se však objeví u jejích dveří a omluví se jí. Chce známost ukončit, protože situaci nezvládá, vadí mu jeho věk. Zkolabuje, ale v nemocnici jeho kolega-doktor konstatuje, že jde o kolaps ze stresu nebo o zlomené srdce. (Nebo se trochu přežral.)
Karel s mírnou nadsázkou požádá Helenu znovu o ruku. Helena odmítá, protože její srdce patří jen Františkovi. Rozvedení manželé zůstanou přáteli.
O sedm měsíců později: Bela zůstala místo Adama doma s dětmi a manželská krize skončila. František se rozvedl, ale bydlí stále u Bohunky. Stal se kamarádem Karla i exmanželky Bohunky, kterou vzala na milost i Helena. Karel dopsal román inspirovaný peripetiemi jejich vztahů.
Vánoce chce František strávit s Helenou v soukromí na Smržovce, ale přijede tam celá rodina včetně Bohunky. Kristýna sestře Heleně svěří, že se zamilovala. Její vyvolený prý líbá jako Bůh.

## Tvůrci
- Scénář: Marie Poledňáková
- Hudba: Petr Malásek
- Kamera: Martin Duba
- Režie: Marie Poledňáková
- Další údaje: barevný, 115 min, komedie

## Obsazení
| Kamila Magálová   | Helena                                     |
| Jiří Bartoška     | Karel                                      |
| Eva Holubová      | Bohunka                                    |
| Oldřich Kaiser    | František                                  |
| Nela Boudová      | Kristýna (sestra Heleny)                   |
| Roman Vojtek      | Adam                                       |
| Martha Issová     | Bela (Adamova žena)                        |
| Jaroslava Adamová | Alžběta                                    |
| Arnošt Lustig     | Arnošt                                     |
| Filip Antonio     | Bastík Další: Roman Štolpa, Dana Morávková |

## Hlášky
- Víte, co miluju na týhle rodině? Tu rozmanitost. Každej den mě nasere někdo jinej. (Kristýna)